# Authon (Alpes-de-Haute-Provence)
Pour les articles homonymes, voir Authon.
Authon est une commune française, située dans le département des Alpes-de-Haute-Provence en région Provence-Alpes-Côte d'Azur.

## Géographie

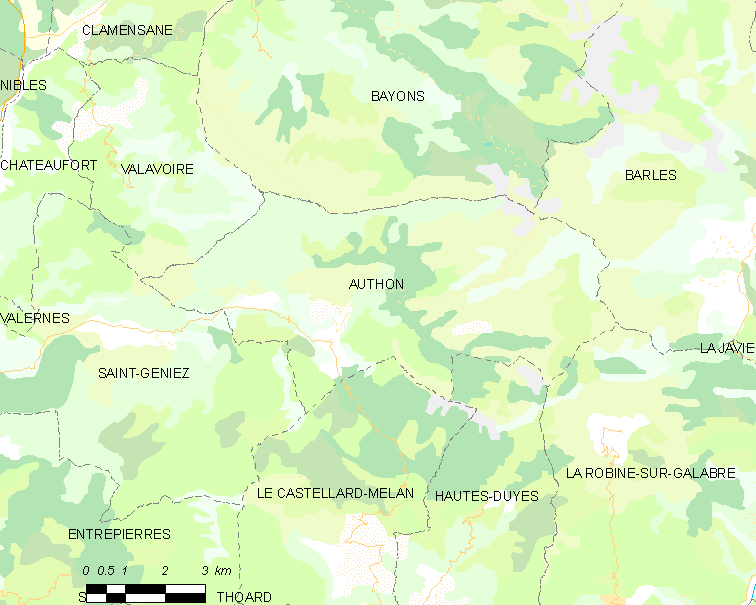
Authon et les communes voisines (cliquez sur la carte pour accéder à une grande carte avec la légende).

La commune est située dans la partie nord des Préalpes de Digne, au nord-est de Sisteron et au nord-ouest de Digne-les-Bains.
Les communes limitrophes d’Authon sont Bayons, Barles, La Robine-sur-Galabre, Hautes-Duyes, Le Castellard-Mélan, Saint-Geniez, Valavoire.

### Géologie

Massif des Alpes et localisation des Préalpes de Digne.

Le territoire se situe en limite est des Baronnies orientales, sur des formations calcaires provençales du Jurassique supérieur et du Crétacé inférieur (roches sédimentaires issues d'un ancien océan alpin), entre trois formations géologiques majeures des Alpes :
- la nappe de Digne à l'est[2], au niveau du lobe de Valavoire[3] : il s'agit d'une nappe de charriage, c'est-à-dire d'une dalle épaisse de près de 5 000 m qui s'est déplacée vers le sud-ouest durant l'Oligocène et la fin de la formation des Alpes. Les lobes (ou écailles) correspondent à la bordure découpée à l'ouest de la nappe ;
- la faille de la Durance au sud-ouest, dans la vallée ;
- le plateau de Valensole au sud-est : bassin molassique du Miocène et du Pliocène composé de roches sédimentaires détritiques (dépôts liés à l'érosion des montagnes apparues à l'Oligocène).

### Topographie

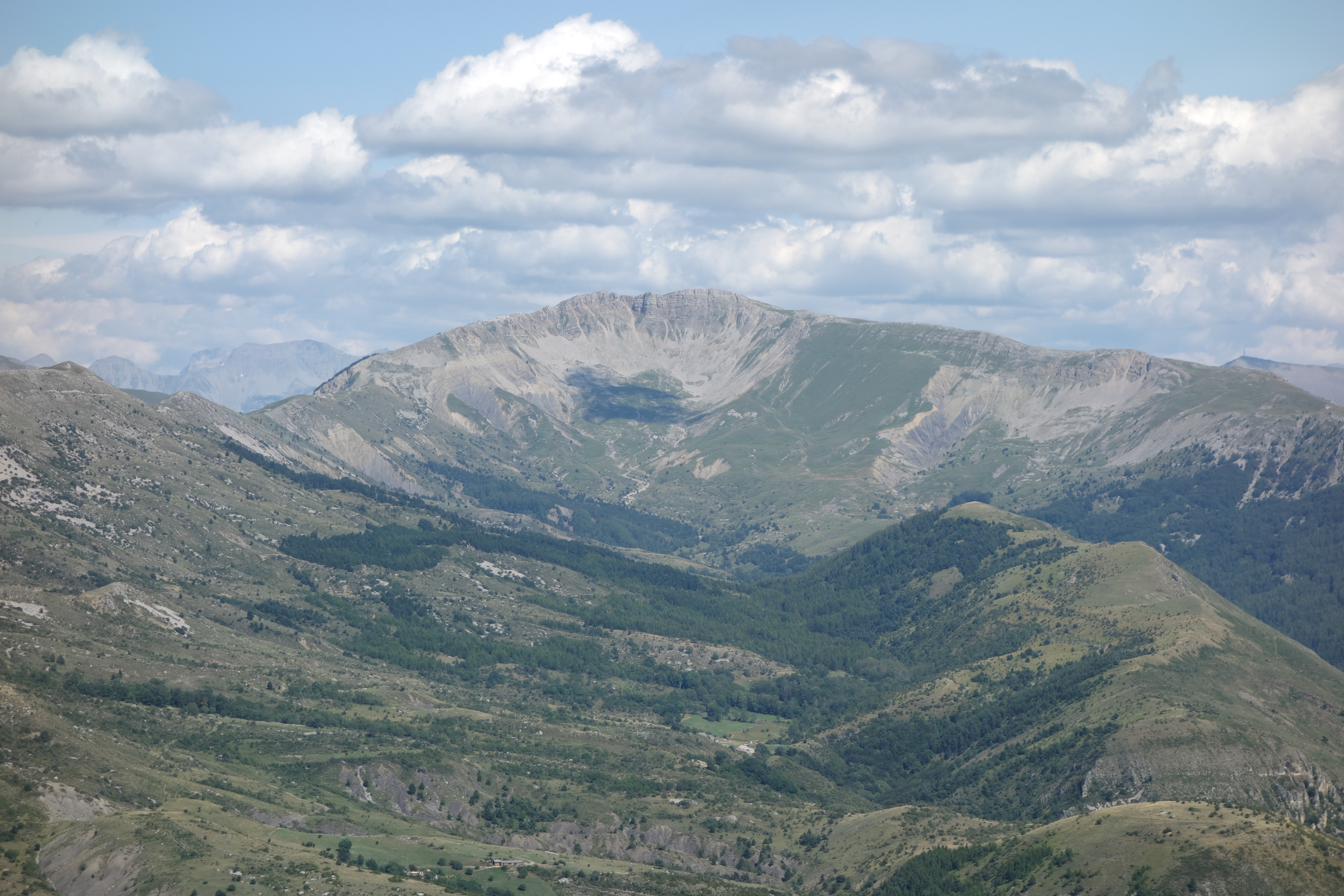
Sommet des Monges (2115 m), point culminant de la commune.

Le village est situé à 1 137 mètres d’altitude, dans le massif des Monges. L'altitude varie de 881 mètres (en aval des gorges du Vançon, étroite vallée à l'ouest du territoire) à 2 114 mètres au sommet de Coste Belle, en haut de la crête de Conaples à l'est. La montagne de Jouere se situe au nord, la crête du Clot des Martres constituant la limite nord du territoire. Le ravin des Planchettes se situe entre cette montagne et le Lieuron, mont dominant le village.
Au sud, le col routier de Font-Belle, vers Le Castellard-Mélan, se situe entre la montagne de Melan et la crête de Géruen. Au-delà vers l'est, se trouvent le ravin des Barres puis le col Saint-Antoine.

### Relief

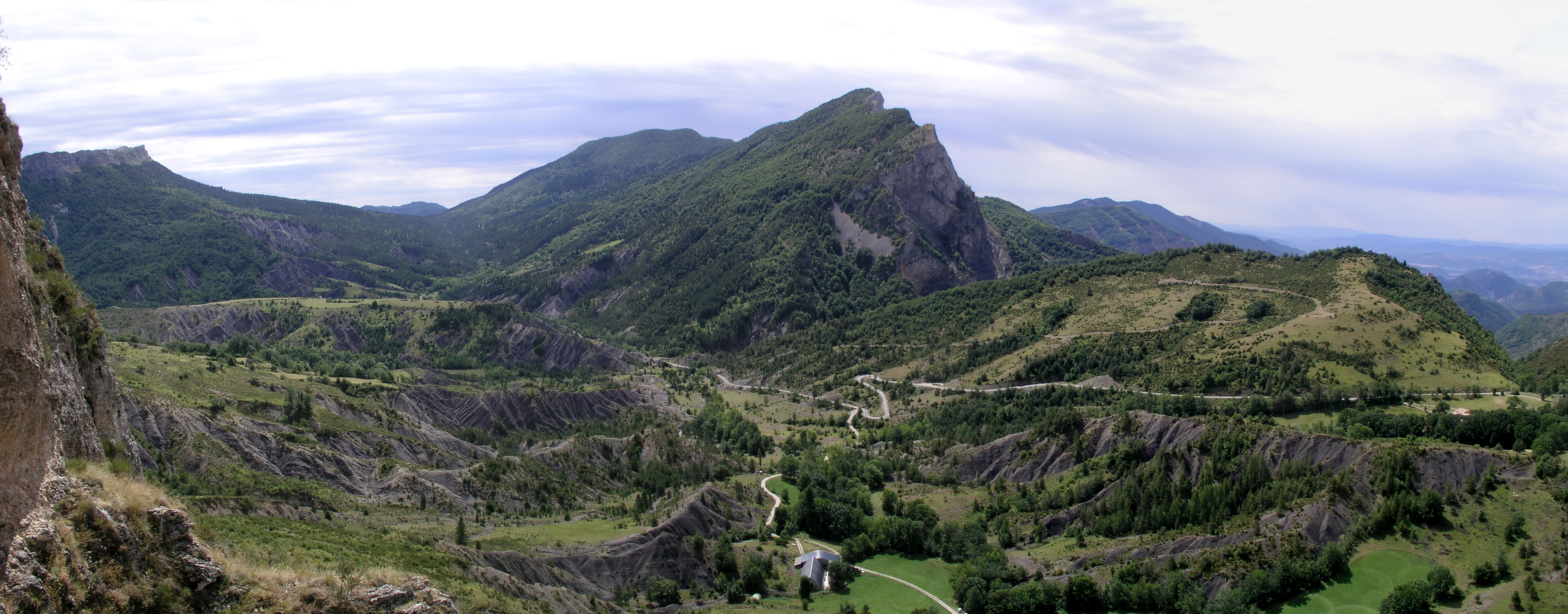
Le sommet de Cluchette (1709 m), vu depuis les baumes de Gargas.

Le territoire, comme l'histoire et le climat, sont marqués par la topographie montagneuse des lieux, appartenant au massif des Monges. Les monts et leurs crêtes succèdent aux ravins et cols.

### Hydrographie
Plusieurs torrents y coulent. Authon est traversée par la rivière le Vanson (ou le Vançon) qui prend sa source à Feissal, sur le territoire communal, à 1 900 m d’altitude. Plusieurs ruisseaux se jettent dans le Vanson : le Riou d'Authon, le Ravin de la Bastié, le Verdachon. Il existe également une source captée au nord-ouest du village.

### Occupation du sol
La commune compte 800 ha de bois et forêts.

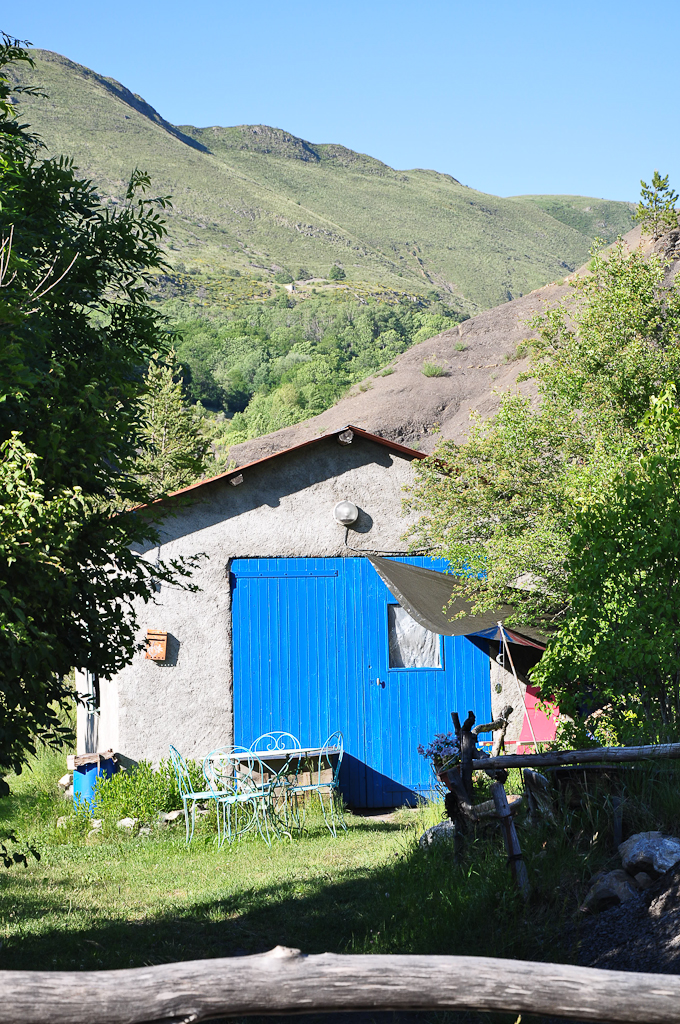
Cabanon.

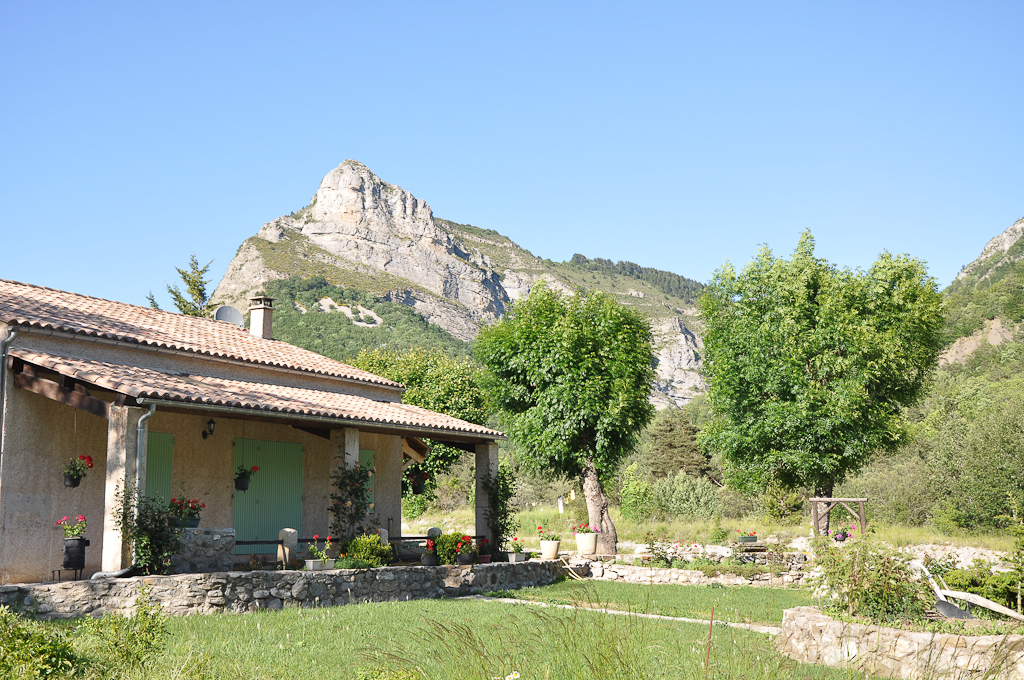
Pavillon.

L'occupation humaine, dispersée, est faite de très petits hameaux, répartis surtout dans la partie ouest : les Fabres, le Vivier, Briançon, Bonnet, Lèbre, Théous, Champdolent ; Feissal (reste du village de l'ancienne commune) et la Bastide Blanche se trouvent à l'est. On trouve également un jas dans cette partie, à un peu plus de 1 800 mètres : le jas des Monges.
La forêt domaniale du Vanson se retrouve au nord, au sud et à l'est.

### Transports
L'autoroute A51 passe à l'ouest à plus de 10 kilomètres de la commune, dans la vallée de la Durance ; elle va vers Gap au nord et Aix-en-Provence au sud. L'accès se fait par la départementale 3. La pratique de la randonnée est possible pour les sportifs sur le GR de la traversée des Préalpes. Le GR 6 (GR de Pays de la grande traversée des Préalpes, qui traverse la France jusqu'en Aquitaine) traverse la commune.
Une gare ferroviaire desservie par les TER (Marseille - Briançon) se situe à Sisteron, ainsi qu'une gare routière.
L'aérodrome de Sisteron-Vaumeilh se situe à une quinzaine de kilomètres au nord-ouest, à Vaumeilh.

### Risques naturels et technologiques
Aucune des 200 communes du département n'est en zone de risque sismique nul. Le canton de Sisteron auquel appartient Authon est en zone 1b (risque faible) selon la classification déterministe de 1991, basée sur les séismes historiques, et en zone 4 (risque moyen) selon la classification probabiliste EC8 de 2011. La commune d’Authon est également exposée à trois autres risques naturels :
- feu de forêt,
- inondation (Vanson et affluents),
- mouvement de terrain : la commune est concernée par un aléa moyen à fort sur certains versants[10].

La commune d’Authon n’est exposée à aucun des risques d’origine technologique recensés par la préfecture.
Aucun plan de prévention des risques naturels prévisibles (PPR) n’existe ni n’est prévu pour la commune et le Dicrim n’existe pas non plus.

### Climat
Pour des articles plus généraux, voir Climat de Provence-Alpes-Côte d'Azur et Climat des Alpes-de-Haute-Provence.
En 2010, le climat de la commune est de type climat de montagne, selon une étude du Centre national de la recherche scientifique s'appuyant sur une série de données couvrant la période 1971-2000. En 2020, Météo-France publie une typologie des climats de la France métropolitaine dans laquelle la commune est exposée à un climat de montagne ou de marges de montagne et est dans la région climatique Alpes du sud, caractérisée par une pluviométrie annuelle de 850 à 1 000 mm, minimale en été.
Pour la période 1971-2000, la température annuelle moyenne est de 8,7 °C, avec une amplitude thermique annuelle de 16,6 °C. Le cumul annuel moyen de précipitations est de 946 mm, avec 6,5 jours de précipitations en janvier et 5,2 jours en juillet. Pour la période 1991-2020, la température moyenne annuelle observée sur la station météorologique de Météo-France la plus proche, « Sisteron », sur la commune de Sisteron à 15 km à vol d'oiseau, est de 12,1 °C et le cumul annuel moyen de précipitations est de 835,0 mm. 
La température maximale relevée sur cette station est de 41 °C, atteinte le 28 juin 2019 ; la température minimale est de −18 °C, atteinte le 12 janvier 2010,,.
Les paramètres climatiques de la commune ont été estimés pour le milieu du siècle (2041-2070) selon différents scénarios d'émission de gaz à effet de serre à partir des nouvelles projections climatiques de référence DRIAS-2020. Ils sont consultables sur un site dédié publié par Météo-France en novembre 2022.

## Urbanisme

### Typologie
Au 1er janvier 2024, Authon est catégorisée commune rurale à habitat très dispersé, selon la nouvelle grille communale de densité à 7 niveaux définie par l'Insee en 2022.
Elle est située hors unité urbaine et hors attraction des villes,.

### Occupation des sols
L'occupation des sols de la commune, telle qu'elle ressort de la base de données européenne d’occupation biophysique des sols Corine Land Cover (CLC), est marquée par l'importance des forêts et milieux semi-naturels (95,3 % en 2018), en diminution par rapport à 1990 (100 %). La répartition détaillée en 2018 est la suivante :
milieux à végétation arbustive et/ou herbacée (64,3 %), forêts (19,8 %), espaces ouverts, sans ou avec peu de végétation (11,3 %), prairies (2,7 %), zones agricoles hétérogènes (1,9 %).
L'évolution de l’occupation des sols de la commune et de ses infrastructures peut être observée sur les différentes représentations cartographiques du territoire : la carte de Cassini (XVIIIe siècle), la carte d'état-major (1820-1866) et les cartes ou photos aériennes de l'IGN pour la période actuelle (1950 à aujourd'hui).

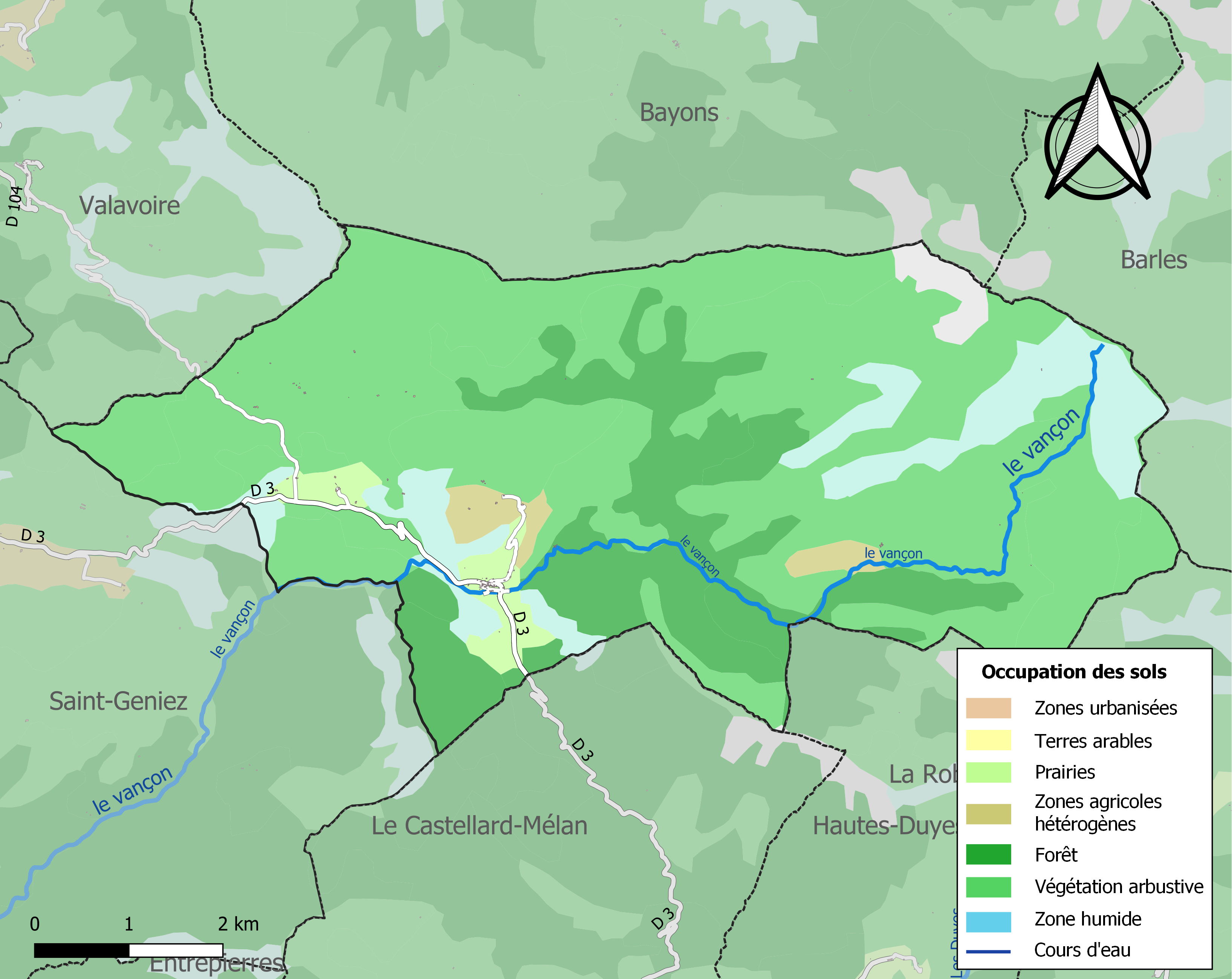
Carte de l'occupation des sols de la commune en 2018 (CLC).

## Toponymie
La localité apparaît pour la première fois dans les textes en 1237 (de Autono). Autone (1237) de alt-, « hauteur » et suffixe -onem.
Selon Charles Rostaing, il désigne une hauteur (il se forme du latin altus, haut, et du gaulois dunum), le gaulois -dunon signifie « forteresse ». Le couple Fénié confirme l'origine oronymique de Authon avec une explication légèrement différente, faisant remonter le radical à la base * Al-t- (à l'origine du latin altus) élargie par un suffixe -one. Selon Ernest Nègre, il est formé sur le nom propre germanique Alto.
Auton en provençal. Briançon est par contre signalé dès 1190, et Feissal dès 1113.
Le toponyme Saint-Michel, à proximité de Briançon, vient peut-être du nom de l’église de la communauté.

## Histoire
À Feissal se trouvait un prieuré de l’abbaye Saint-Victor de Marseille, mentionné dès 1113.
Au début de la Révolution française, la nouvelle de la prise de la Bastille est accueillie favorablement, mais provoque un phénomène de peur collective d’une réaction aristocratique. Localement, la Grande Peur, venant de Tallard et appartenant au courant de la « peur du Mâconnais », atteint la région de La Motte le soir du 31 juillet 1789. Les consuls de la communauté villageoise sont prévenus qu’une troupe de 5 à 6 000 brigands se dirige vers la Haute-Provence après avoir pillé le Dauphiné. Les communautés de La Motte, Clamensane, Saint-Geniez, Authon, Curbans, Bayons et Claret constituent ensemble une troupe de 700 hommes armés. Elles mettent le marquis d’Hugues de Beaujeu à sa tête, qui décide de se porter au-devant du danger en allant surveiller les bacs sur la Durance.
Dès le 2 août, l’affolement retombe, les faits-divers à l’origine des rumeurs étant éclaircis. Mais un changement important a eu lieu : les communautés se sont armées, organisées pour se défendre et défendre leurs voisins. Un sentiment de solidarité est né à l’intérieur des communautés et entre communautés voisines, et les consuls décident de maintenir les gardes nationales. Aussitôt la peur retombée, les autorités recommandent toutefois de désarmer les ouvriers et les paysans sans terre, pour ne conserver que les propriétaires dans les gardes nationales.
Entre 1820 et 1874, quatre moulins sont construits « subitement » à Authon (à farine, à huile de noix), dans une rivalité avec Saint-Geniez. Ils firent faillite Chaque 29 juin jusqu’en 1843, puis le dimanche de la Trinité, un pèlerinage conduit les fidèles pratiquants de la commune à la Baume de Saint-Vincent, sur la montagne de Melan (commune de Mélan). Comme de nombreuses communes du département, Authon et Feissal se dotent d’une école bien avant les lois Jules Ferry : en 1863, une école dispensant une instruction primaire aux garçons fonctionne déjà dans chacun des deux villages. Aucune instruction n’est donnée aux filles : la loi Falloux (1851) qui impose l’ouverture d’une école de filles aux communes de plus de 800 habitants, et la première loi Duruy (1867), qui abaisse ce seuil à 500 habitants, ne concernent ni Authon, ni Feissal,. Ce n’est qu’avec les lois Ferry que les filles des deux communes sont scolarisées.
La commune subit un très important exode rural. Authon perd de la population dès 1793, plus tôt qu'ailleurs dans le département (où le départ s'amorce dans les années 1850).
Une partie des hommes appelés au front meurent durant la Première Guerre mondiale. La commune de Feissal (97 habitants en 1765) fusionne avec Authon en 1936.
Au cours de la Seconde Guerre mondiale, le département est occupé par l'Italie en 1942-1943, puis par l'Allemagne nazie jusqu'en août 1944. À cette date, la ville voisine de Sisteron est bombardée par les alliés dans le cadre du débarquement de Provence. La libération se fait très rapidement après le débarquement de Provence, puisque la commune est dans la zone libérée le 20 août.
Contrairement à la tendance départementale, la perte de population se poursuit longtemps après guerre, jusqu'en 1982, où la commune, vidée, ne compte plus que 21 habitants. Une croissance démographique s'amorce à la fin du XXe siècle. La population, divisée par 10 depuis 1793, n'est que de 40 habitants dans les années 2000.

### Les Templiers et les Hospitaliers
Les églises des communautés d’Authon et de Briançon dépendaient au XIIIe siècle de l’ordre du Temple, qui percevait les revenus afférents. Elles passèrent après la dissolution de l’Ordre dans la dépendance de la commanderie de Claret de l’ordre de Saint-Jean de Jérusalem. Parmi les fiefs recouvrant ces communautés, se trouvait aussi celui de Dromon. Rigaut de Montomat s’empare du château le 4 novembre 1392 et établit un péage sauvage au passage du Maupas. Il rançonne également les environs, jusqu’à ce que la viguerie de Sisteron lève une armée dotée d’artillerie, mette le siège devant le château. En février, Rigaut de Montomat abandonne le château contre800 florins et la promesse de l’incendier, promesse qu’il tient. La communauté de Briançon, qui comptait quarante-deux feux en 1315, est fortement dépeuplée par la crise du XIVe siècle (Peste noire et guerre de Cent Ans) et annexée par celle d’Authon au XVe siècle. À la fin du Moyen Âge, une foire se tenait à Authon, située sur un des itinéraires entre le pont de Sisteron sur la Durance, et la vallée de la Bléone.
Au XVIIe siècle, un procès oppose le commandeur hospitalier aux villageois au sujet d’une cérémonie honorable (elle apportait de l’honneur aux paysans qui y étaient invités) : les villageois apportaient du bois à Noël, et le commandeur partageait avec les chefs de famille nectar (boisson préparée de qualité supérieure), des pâtisseries fines et du raisin. Il voulut déplacer cette cérémonie à une date variable, et remplacer le nectar par du bon vin.

### Légende
Une ancienne légende raconte que le partage des fiefs de la vallée du Haut-Vançon s’est fait sur le pointu de Serette. Quatre seigneurs ont écarté les bras en se tournant le dos, ce qui était contenu entre leurs bras devenait leur fief. Les fiefs d’Entrepierres, Vilhosc, Saint-Geniez et Authon naquirent ainsi.

## Politique et administration

### Administration municipale
De par sa taille, la commune dispose d'un conseil municipal de 9 membres (article L2121-2 du Code général des collectivités territoriales). Lors du scrutin de 2008, il n’y eut qu’un seul tour et Alain Rahon a été élu conseiller municipal avec le quatrième total de 43 voix, soit 82,69 % des suffrages exprimés. La participation a été de 92,86 %. Il a ensuite été nommé maire par le conseil municipal.

### Liste des maires
L'élection du maire est la grande innovation de la Révolution de 1789. De 1790 à 1795, les maires sont élus au suffrage censitaire pour 2 ans. De 1795 à 1800, il n’y a pas de maires, la commune se contente de désigner un agent municipal qui est délégué à la municipalité de canton.
En 1799-1800, le Consulat revient sur l'élection des maires, qui sont désormais nommés par le pouvoir central. Ce système est conservé par les régimes suivants, à l'exception de la Deuxième République (1848-1851). Après avoir conservé le système autoritaire, la Troisième République libéralise par la loi du 5 avril 1884 l'administration des communes : le conseil municipal, élu au suffrage universel, élit le maire en son sein.
| Période                                  | Période                     | Identité      | Étiquette | Qualité  |
| ---------------------------------------- | --------------------------- | ------------- | --------- | -------- |
| mai 1945                                 |                             | Armand Renoux |           |          |
|                                          |                             |               |           |          |
| mars 2001                                | mars 2008                   | Jules Minetto |           |          |
| mars 2008                                | En cours (au 16 avril 2014) | Alain Rahon   | DVD       | Retraité |
| Les données manquantes sont à compléter. |                             |               |           |          |

### Intercommunalité
Authon a fait partie, de 2006 à 2016, de la communauté de communes du Sisteronais. Depuis le 1er janvier 2017, elle fait partie de la communauté de communes du Sisteronais Buëch.

### Instances administratives et juridiques
Authon est une des quinze communes du canton de Sisteron, qui totalisait 12 622 habitants en 2012. Le canton a fait partie de l’arrondissement de Sisteron du 17 février 1800 au 10 septembre 1926, date de son rattachement à l'arrondissement de Forcalquier, et de la deuxième circonscription des Alpes-de-Haute-Provence. Authon fait partie du canton de Sisteron depuis 1801, après avoir fait partie du canton de Saint-Geniez de 1793 à 1801. Authon fait partie de la juridiction d’instance et prud'homale de Manosque, et de grande instance de Digne-les-Bains.

### Fiscalité
| Taxe                                        | Part communale | Part intercommunale | Part départementale | Part régionale |
| ------------------------------------------- | -------------- | ------------------- | ------------------- | -------------- |
| Taxe d'habitation                           | 4,04 %         | 0,66 %              | 5,53 %              | 0,00 %         |
| Taxe foncière sur les propriétés bâties     | 5,70 %         | 1,94 %              | 14,49 %             | 2,36 %         |
| Taxe foncière sur les propriétés non bâties | 30,50 %        | 4,07 %              | 47,16 %             | 8,85 %         |
| Taxe professionnelle                        | 6,40 %         | 1,21 %              | 10,80 %             | 3,84 %         |

La part régionale de la taxe d'habitation n'est pas applicable.
La taxe professionnelle est remplacée en 2010 par la cotisation foncière des entreprises (CFE) portant sur la valeur locative des biens immobiliers et par la contribution sur la valeur ajoutée des entreprises (CVAE) (les deux formant la contribution économique territoriale (CET) qui est un impôt local instauré par la loi de finances pour 2010).

## Population et société

### Démographie
Les habitants sont nommés les Authoniers,.

#### Démographie d’Authon
L'évolution du nombre d'habitants est connue à travers les recensements de la population effectués dans la commune depuis 1765. Pour les communes de moins de 10 000 habitants, une enquête de recensement portant sur toute la population est réalisée tous les cinq ans, les populations de référence des années intermédiaires étant quant à elles estimées par interpolation ou extrapolation. Pour la commune, le premier recensement exhaustif entrant dans le cadre du nouveau dispositif a été réalisé en 2007.
En 2022, la commune comptait 59 habitants, en évolution de +3,51 % par rapport à 2016 (Alpes-de-Haute-Provence : +2,84 %, France hors Mayotte : +2,11 %).
Comme de nombreuses communes du département, la commune a connu un exode rural. La commune a régulièrement perdu de la population depuis 1765, puis sa population a doublé entre 1982 et 2007.
| 1765 | 1793 | 1800 | 1806 | 1821 | 1831 | 1836 | 1841 | 1846 |
| ---- | ---- | ---- | ---- | ---- | ---- | ---- | ---- | ---- |
| 404  | 422  | 396  | 379  | 373  | 355  | 382  | 330  | 352  |

| 1851 | 1856 | 1861 | 1866 | 1872 | 1876 | 1881 | 1886 | 1891 |
| ---- | ---- | ---- | ---- | ---- | ---- | ---- | ---- | ---- |
| 295  | 282  | 269  | 251  | 240  | 207  | 204  | 241  | 206  |

| 1896 | 1901 | 1906 | 1911 | 1921 | 1926 | 1931 | 1936 | 1946 |
| ---- | ---- | ---- | ---- | ---- | ---- | ---- | ---- | ---- |
| 205  | 175  | 155  | 131  | 98   | 77   | 65   | 73   | 73   |

| 1954 | 1962 | 1968 | 1975 | 1982 | 1990 | 1999 | 2006 | 2007 |
| ---- | ---- | ---- | ---- | ---- | ---- | ---- | ---- | ---- |
| 99   | 28   | 22   | 23   | 21   | 38   | 33   | 39   | 40   |

| 2012 | 2017 | 2022 | - | - | - | - | - | - |
| ---- | ---- | ---- | - | - | - | - | - | - |
| 50   | 62   | 59   | - | - | - | - | - | - |

| 1315    | 1471    |
| ------- | ------- |
| 24 feux | 14 feux |

L'histoire démographique d'Authon, après la saignée des XIVe et XVe siècles et le long mouvement de croissance jusqu'au début du XIXe siècle, est marquée par une période d'« étale » où la population reste stable à un niveau élevé. Cette période dure de 1806 à 1846. L'exode rural provoque ensuite un mouvement de perte de population de longue durée. En 1901, la commune enregistre la perte de plus de la moitié de sa population. Le mouvement de perte se poursuit jusqu'aux années 1980. Depuis, la population a doublé, dépassant les quarante habitants, soit 10 % de son maximum historique.
La commune d’Authon a une superficie de 4 016 ha et une population de 40 habitants, ce qui le classe :
| Rang                          | Population | Superficie | Densité |
| ----------------------------- | ---------- | ---------- | ------- |
| France                        | 36 015e    | 1 901e     | 36 657e |
| Provence-Alpes-Côte d'Azur    | 1836e      | 224e       | 957e    |
| Alpes-de-Haute-Provence       | 193e       | 48e        | 197e    |
| Arrondissement de Forcalquier | 85e        | 11e        | 87e     |
| Canton de Sisteron            | 5e         | 3e         | 5e      |

#### Démographie de Feissal
| 1765 | 1793 | 1800 | 1806 | 1821 | 1831 | 1836 | 1841 | 1846 |
| ---- | ---- | ---- | ---- | ---- | ---- | ---- | ---- | ---- |
| 97   | 115  | 92   | 95   | 99   | 96   | 75   | 75   | 74   |

| 1851 | 1856 | 1861 | 1866 | 1872 | 1876 | 1881 | 1886 | 1891 |
| ---- | ---- | ---- | ---- | ---- | ---- | ---- | ---- | ---- |
| 60   | 59   | 43   | 44   | 63   | 52   | 48   | 50   | 44   |

| 1896 | 1901 | 1906 | 1911 | 1921 | 1926 | 1931 | - | - |
| ---- | ---- | ---- | ---- | ---- | ---- | ---- | - | - |
| 34   | 32   | 28   | 27   | 15   | 11   | 4    | - | - |

### Enseignement
La commune ne dispose ni d'école maternelle ni d'école primaire. Les élèves de la commune sont affectés au collège de la cité scolaire Paul-Arène à Sisteron,. Puis ils poursuivent au lycée de la cité scolaire Paul-Arène à Sisteron.

### Santé
Le Centre Hospitalier le plus proche est celui de Sisteron (Centre Hospitalier InterCommunal des Alpes du Sud - site de Sisteron).

## Économie

### Aperçu général
En 2009, la population active s'élevait à 19 personnes, dont 2 chômeurs. Ces travailleurs sont majoritairement non-salariés (10 sur 17) et travaillent majoritairement dans la commune (11), ce qui est assez exceptionnel pour une commune rurale du département.
Au 1er janvier 2011, les établissements actifs dans la commune sont principalement des exploitations agricoles (15 des 21 établissements), et des entreprises du secteur tertiaire (4 sur 21).

### Agriculture
Fin 2010, le secteur primaire (agriculture, sylviculture, pêche) comptait 15 établissements au sens de l’Insee et 10 selon l’enquête Agreste du ministère de l’Agriculture, ce qui représente un doublement au cours des années 2000. Les exploitations sont des élevages ovins et des exploitations en polyculture. La surface agricole utile (SAU) a presque doublé en dix ans, passant de 572 à 1 056 ha, la quasi-totalité des surfaces étant consacré à l’élevage.
La commune d'Authon est incluse dans le périmètre d’un label Appellation d'origine contrôlée (AOC) (Huile essentielle de lavande de Haute-Provence) et de neuf labels Indication géographique protégée (IGP) (Pommes des Alpes de Haute-Durance, Miel de Provence, Agneau de Sisteron, Alpes-de-haute-provence (IGP) blanc, rouge et rosé et VDP de Méditerranée blanc, rouge et rosé).

#### Lavande

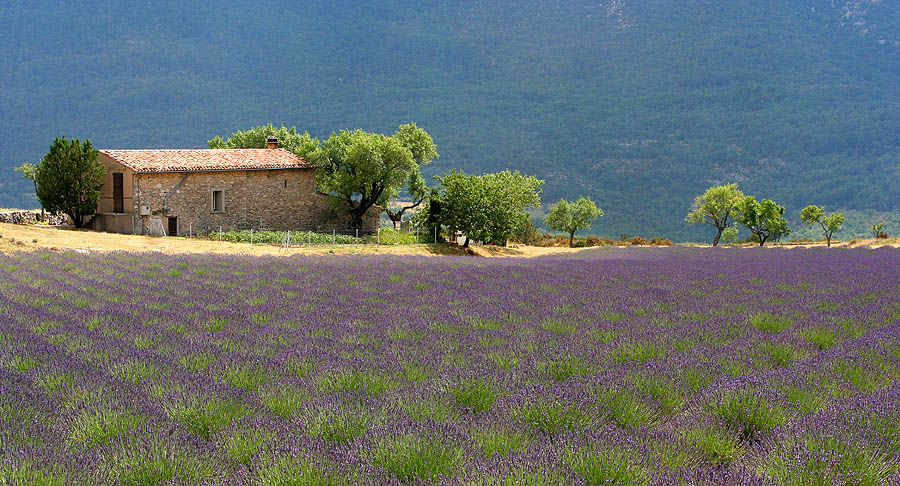
Champ de lavande.

Liée au soleil et aux vacances, la lavande, dont Jean Giono a dit qu'elle est « l'âme de la Haute-Provence », n'est plus actuellement l'« or bleu » du Ventoux, des Baronnies et de la montagne de Lure. Cueillie pendant des siècles à l'état sauvage, sa récolte n'a été organisée qu'à partir du XVIe siècle en même temps que la distillation de sa fleur. Son âge d'or se situe au début du XXe siècle. Et c'est au cours des années 1920 qu'il y a une véritable fièvre de plantation. Après la crise de 1929 et la Seconde Guerre mondiale, le marché est à nouveau demandeur à partir de 1955 pour entrer en crise cinq ans plus tard. La mécanisation de la récolte, une meilleure organisation du marché et l'obtention d'une AOC pour l'« huile essentielle de lavande de Haute-Provence », en 1981, aurait dû relancer la production. Mais celle-ci de l'ordre de 200 tonnes au début des années 1980 a chuté à 25 tonnes dans les années 1990 pour enfin remonter à 80 tonnes en 2003.

#### Agneau de Sisteron

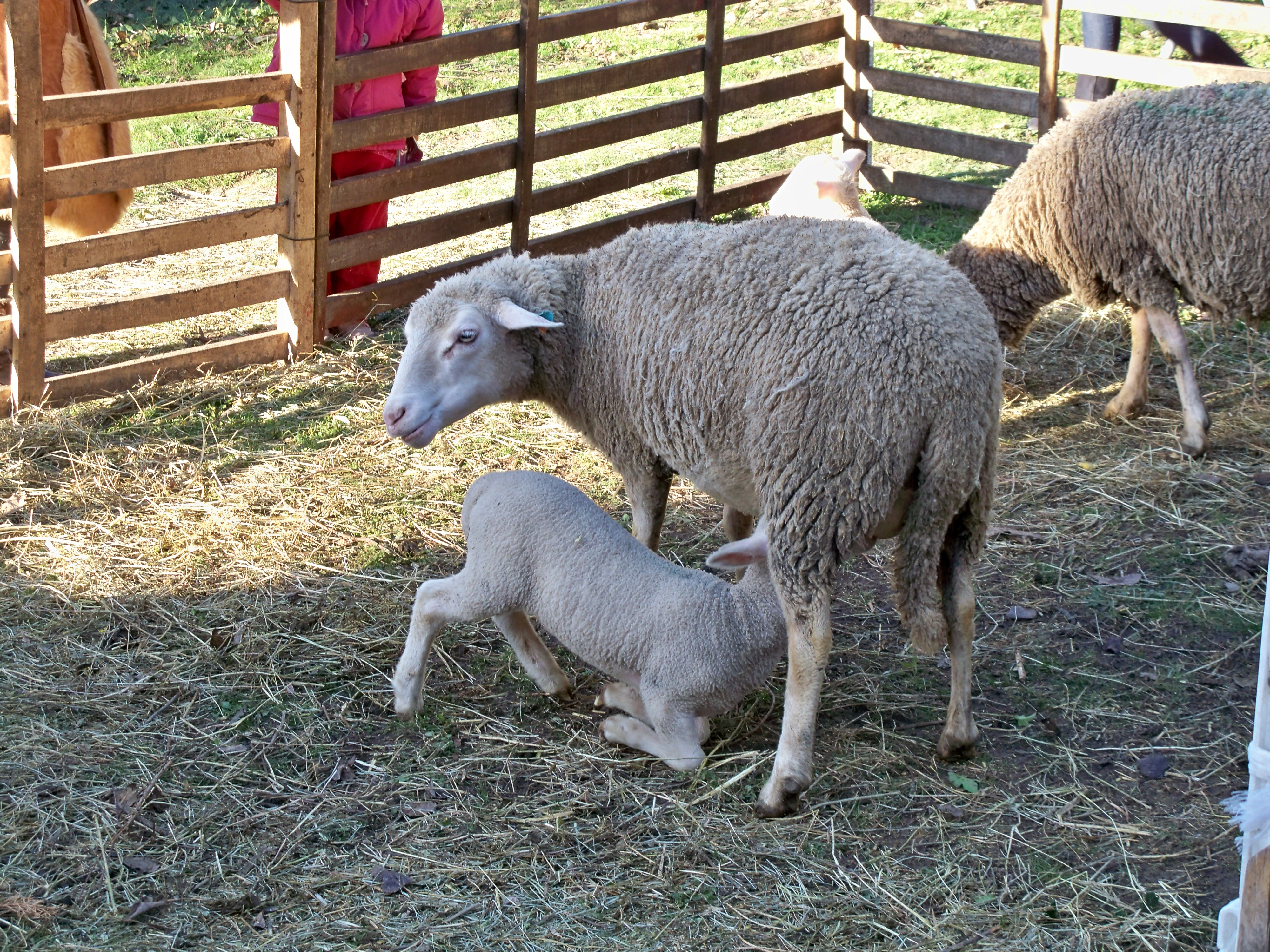
Agneau de Sisteron élevé sous sa mère.

L'agneau de Sisteron est un agneau élevé sous la mère et originaire des Alpes provençales et de la Drôme provençale pendant 60 jours minimum, ayant un âge compris entre 70 et 150 jours et pesant de 13 à 19 kg. Issus d'élevages traditionnels, avec des mères de races Mérinos d'Arles, Mourérous ou Préalpes du Sud qui les allaitent au moins pendant deux mois, sur un espace pastoral comptant moins de 10 brebis à l'hectare et comportant au minimum 10 hectares de parcours, ces agneaux ont droit, sous le contrôle l'INAO, au label rouge agneau de Sisteron accordé par un décret gouvernemental en date du 3 janvier 2005,.
Cette exigence de qualité a mis un terme à la pratique de cheptels élevés dans les mêmes conditions mais provenant d'autres régions dont l'ensemble de la Provence, le Massif central et le Piémont. Chaque année, c'étaient près de 400 000 bêtes qui passaient par les abattoirs de Sisteron profitant d'un certain laxisme pour usurper une provenance recherchée.

#### Pommes des Alpes de Haute-Durance

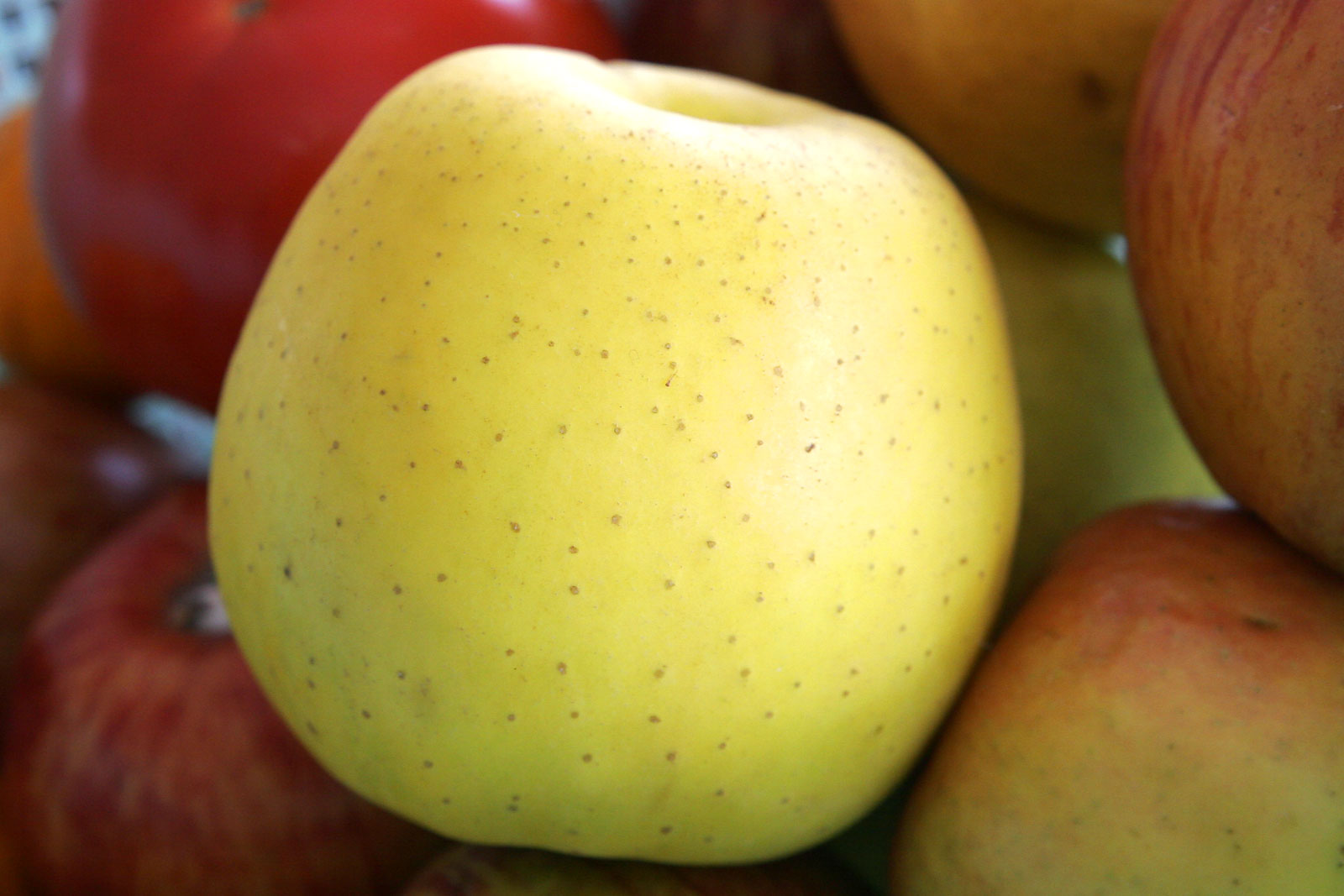
Golden et gala.

Les pommes des Alpes de Haute-Durance ont obtenu une Indication géographique protégée, qui a été publiée au Journal Officiel de l'Union européenne le 17 avril 2010.
Ces pommes de variétés Golden Delicious et gala proviennent de six cantons des Alpes-de-Haute-Provence et de treize cantons des Hautes-Alpes situés entre 450 mètres et 900 mètres d’altitude. La qualité de ces pommes est liée à leur terroir, et en particulier au climat de la Haute-Durance, avec plus de 300 jours d'ensoleillement par an. Le froid nocturne qui règne lors de la maturation des pommes empêche la dégradation des acides, tandis que la forte amplitude thermique diurne permet leur jaunissement, et même leur rosissement.

#### Miel de Provence

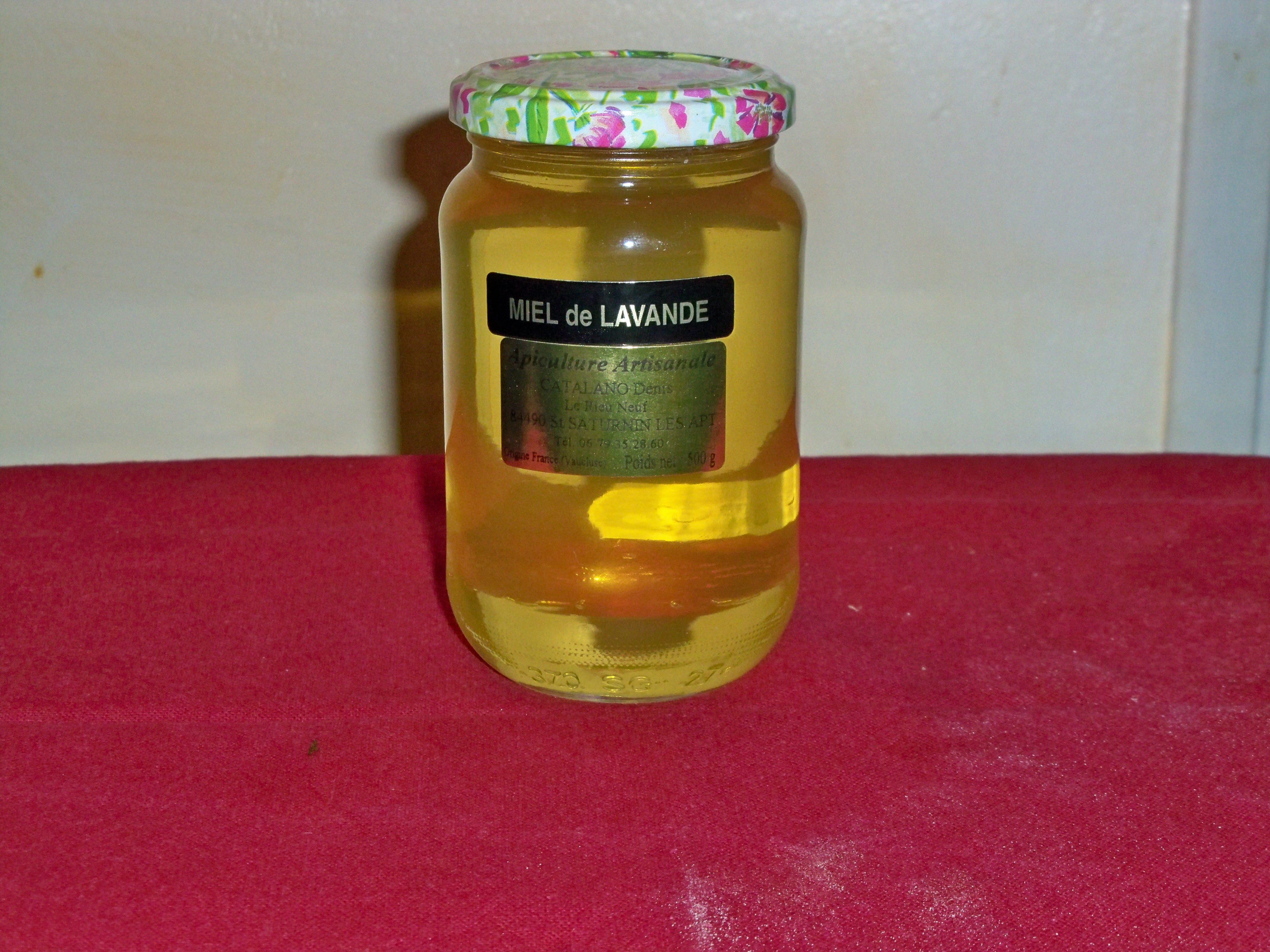
Miel de lavande.

Le miel de Provence est protégé par un label rouge associé à une indication géographique protégée, tant pour le miel toutes fleurs que pour le miel de lavande et lavandin. L'apiculture mobilise nombre de producteurs. Ils sont estimés à 4 500, dont 700 possèdent entre 70 et 150 ruches. La production régionale est de 2 000 t/an, soit 8 % de la production nationale. Nombre d'entre eux pratiquent la transhumance selon un trajet allant du littoral vers la Haute-Provence. L'été est la saison privilégiée pour le miel de lavande et les ruches sont installées dans une zone limitée au nord par une ligne Montélimar / Digne, avec au sud le mont Ventoux, le plateau d'Albion, la montagne de Lure, les monts de Vaucluse et le massif du Luberon. Le miel toutes fleurs est élaboré dans une vaste zone limitée par Nîmes, Montélimar, Gap, Digne, Nice, Toulon, Marseille et Avignon.

### Industrie
Fin 2010, le secteur secondaire est représenté par une entreprise artisanale du secteur de la construction, qui n’employait pas de salarié.

### Activités de service
Fin 2010, le secteur tertiaire (commerces, service) comptait 4 établissements (sans emploi salarié), auxquels s'ajoute un établissement administratif (salariant une personne).
D'après l'Observatoire départemental du tourisme, la fonction touristique est très importante pour la commune, avec plus de cinq touristes accueillis pour un habitant. Les structures d'hébergement restent néanmoins rares dans la commune, puisque le gîte de taille réduite est le seul hébergement collectif accessible aux touristes : il n’y a ni hôtel, ni camping, ni meublé, ni chambres d’hôtes.
Ce sont donc les résidences secondaires qui pèsent le plus dans la capacité d'accueil, avec 31 résidences secondaires pour 52 logements, soit 60 % des logements.

## Culture locale et patrimoine

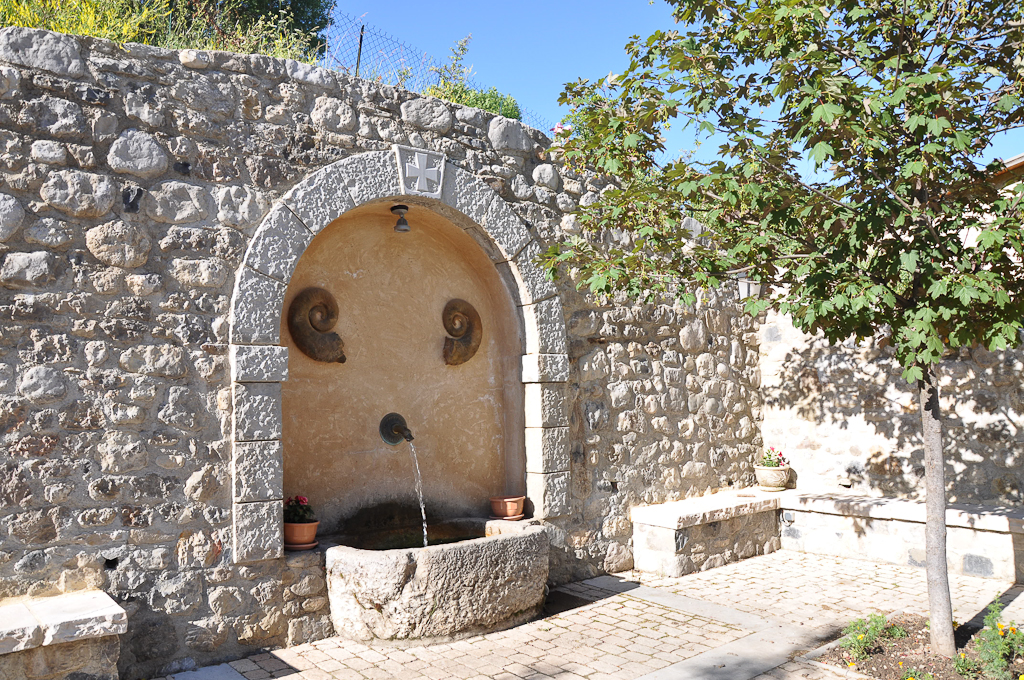
Fontaine.

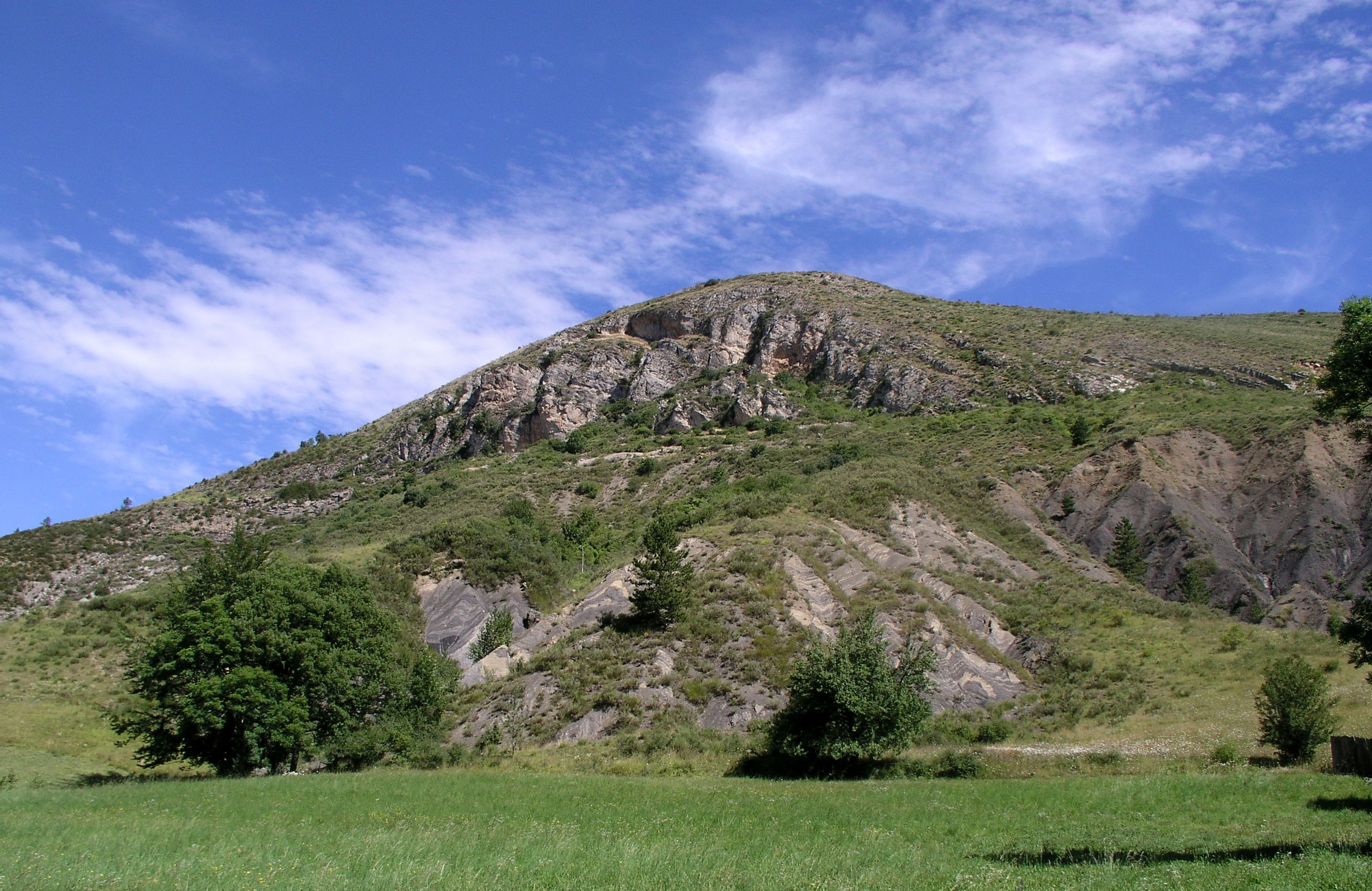
Baumes de Gargas (Authon).

### Lieux et monuments
Près du passage caladé du Malpas, entre Authon et Saint-Geniez, se trouve une pierre gravée, portant la date de 1849, représentant un diable ou un démon, souriant et aux traits félins, comme le Matagot des Hautes-Alpes.
Il existe des vestiges du château fort détruit en 1393 au hameau de Briançon.
L'église Sainte-Marie-Madeleine, au village, est simplement rectangulaire, et plafonnée de bois, sauf le chœur, qui est surmonté d’un berceau de lattes. Elle est jugée « sans aucun style » par Raymond Collier. Ses murs se déforment ; Il y a également une église, Notre-Dame (anciennement Sainte-Marie-Madeleine), à Feissal. La chapelle Sainte-Marthe a été entièrement reconstruite sur ses ruines en 2007.
Au-dessus de la Bastide du Riou d’Authon, on trouve un abri-sous-roche appelé « Baumes de Gargas ». Ces baumes ont été le repaire de Gargas, alias Espérit Borrelly, un brigand plutôt sympathique né vers 1730 à Authon.

### Héraldique
| Blason de Authon | Blason  | D'azur à une croix de Malte d'argent bordée d'or. |
| Blason de Authon | Détails | Authon porte une croix de Malte parce que le seigneur du lieu faisait partie de l'ordre de Saint-Jean de Jérusalem et relevait de la commanderie de Gap. Le statut officiel du blason reste à déterminer. |